# Acalolepta papuana
Acalolepta papuana es una especie de escarabajo longicornio del género Acalolepta, tribu Monochamini, subfamilia Lamiinae. Fue descrita científicamente por Breuning en 1939.
Se distribuye por Papúa Nueva Guinea. Mide aproximadamente 8,5 milímetros de longitud.